# Lista negra antiperonista

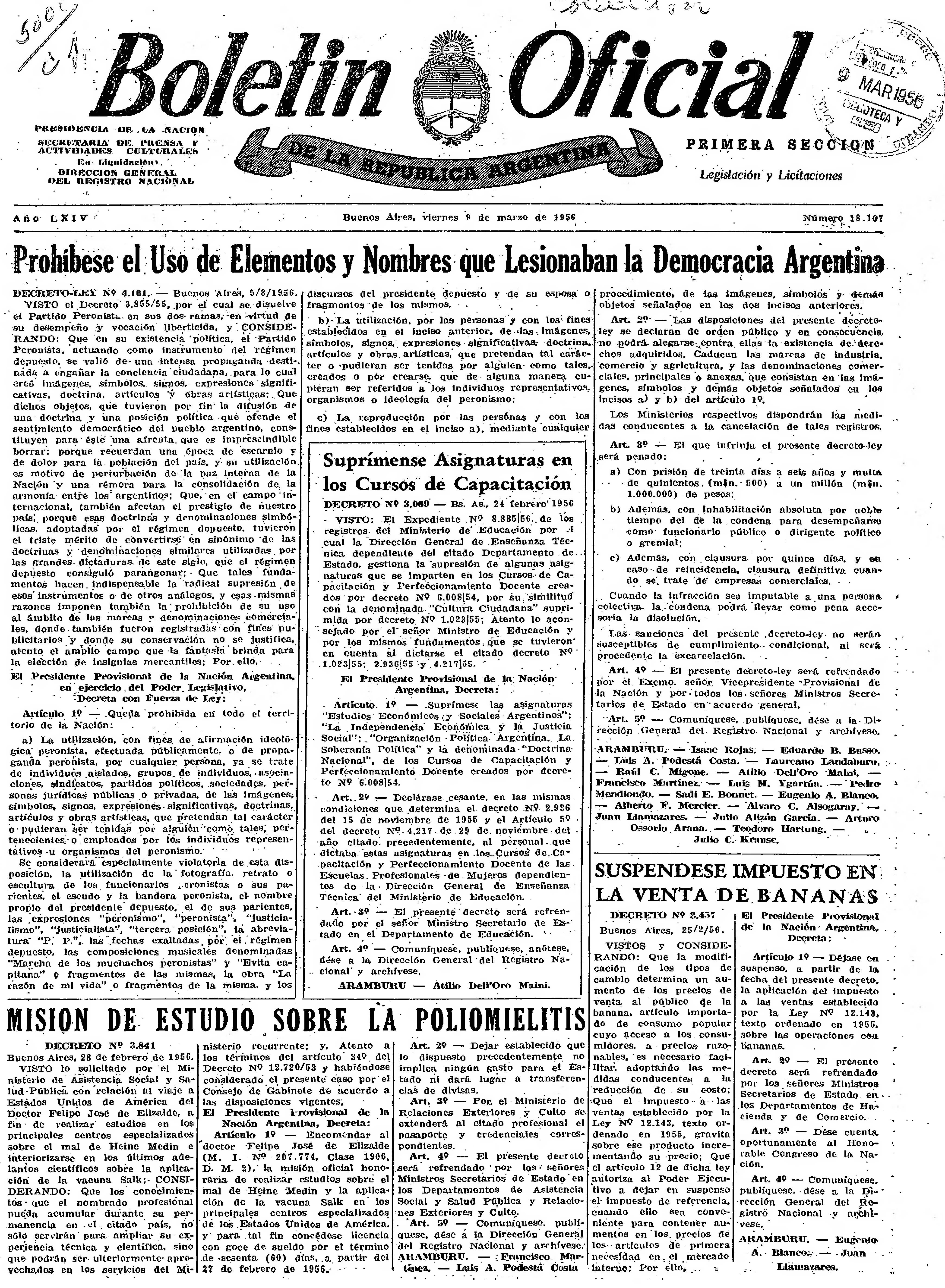
Decreto Ley 4161 de 1956 que prohibía al peronismo.

Se conoce como lista negra antiperonista en Argentina a la práctica de censurar y perseguir a artistas, deportistas, científicos, intelectuales, políticos y ciudadanos en general por el hecho, cierto o no, de tener simpatías por el peronismo. La persecución de peronistas se inició luego del golpe de Estado del 8 de octubre de 1955,a manos de la Revolución Libertadora que derrocó y encarceló al entonces presidente Juan Domingo Perón.

## Origen de las prohibiciones
Las prohibiciones que impedían desempeñarse a los artistas, deportistas, intelectuales o políticos imputados de simpatizar con el peronismo, comenzaron tras el golpe de Estado de octubre del 8 de octubre de 1945 cuando fue derrocado y encarcelado el vicepresidente Juan Domingo Perón. 
En septiembre de 1955 un golpe de Estado derrocó todos los poderes constitucionales e instaló una dictadura que persiguió a las personas que adherían al peronismo. Al año siguiente el dictador Pedro Eugenio Aramburu dictó el Decreto Ley 4161 de 1956, criminalizando cualquier manifestación de simpatía por el peronismo. Muchos de los artistas, deportistas, científicos e intelectuales incluidos en las listas negras se vieron forzados a abandonar su vocación, trabajando de manera clandestina o exiliandose fuera del país. Es decir, no eran contratadas.
A partir de la dictadura autodenomida Revolución Libertadora se impuso la persecución de muchas personas por simpatizar con el peronismo, en algunos casos durante décadas.
Las listas negras del régimen dictatorial antiperonista no solo se extendería contra personas sino también contra obras de arte y libros, abarcando también la destrucción de las mismas entre ellas pinturas, monumentos, esculturas, etc. 

En el marco del Plan CONINTES (Conmoción Interna del Estado) régimen represivo aplicado en Argentina, creado secretamente durante la presidencia de Arturo Frondizi el 14 de noviembre de 1958 cuyo objetivo era poner fin a una serie de protestas laborales haciendo uso de la represión estatal, a través de las Fuerzas Armadas se elaboraron y ampliaron las listas negras enfocadas en dirigentes gremiales, sindicales, y de organizaciones de estudiantes vinculadas al peronismo. A través de las listas elaboradas por las fuerzas armadas se privo de sus cargos a cientos de profesores universitarios, junto con personal jerárquico, científicos e investigadores de institutos nacionales. En el caso de líderes estudiantiles, gremialistas, dirigentes sindicales y sociales las listas negras implicaban el encarcelamiento a disposición del Poder Ejecutivo Nacional, padeciendo torturas y otras prácticas.

## Personas perseguidas
El historiador Osvaldo Jara en su libro Peronismo y deporte ha estimado en más de 500 deportistas suspendidos por sus simpatías peronistas luego de 1955. Entre las personas prohibidas o perseguidas identificadas se encontraron:
- Antonio Tormo[1]
- Chola Luna
- Hugo del Carril[1]
- Pinélides Fusco
- los campeones mundiales de básquetbol de 1950
  - Juan Carlos Uder
  - Oscar Furlong
  - Ricardo González
  - Roberto Viau
  - Rubén Menini
  - Omar Monza
  - Alberto López
  - Pedro Bustos
  - Hugo Del Vecchio
  - Leopoldo Contarbio
  - Raúl Pérez Varela
  - Vito Liva
  - Jorge Canavesi
- Mary Terán de Weiss
- Arturo Sampay
- Jorge Sabaté
- Delia Parodi
- Catulo Castillo[1]
- Rodolfo Sciammarella[1]
- Arturo Jauretche[13]
- Rodolfo Valenzuela[14]
- Pascual Pérez[12]
- Delfo Cabrera[12]
- Miguel Ballícora[12]
- José María Gatica[12]
- Eduardo Guerrero[12]
- Tranquilo Cappozzo[12]
- Enriqueta Duarte[12]
- Osvaldo Suárez[12]
- Fulvio Galimi[12]
- Félix Galimi[12]
- Noemí Simonetto
- Leopoldo Marechal
- Osvaldo Lamborghini
- Diputadas y senadoras[15]
  - Celia Baeza de Coimini
  - María Luisa Barone de Iannicelli
  - Elena Carosella de Clearans
  - Josefina Fulco
  - Norma Beatriz Egan O Donnell
  - Iris Alejandra González
  - Thelma Gómez de García
  - Haydée Hermida
  - Rosaura Isla
  - María Rosa Pizzuto de Rivero
  - Elena Juárez de Cigliutti
  - Edith Ronchi de Esquer
  - Vilma Rossia de Rodríguez
  - Celia Dora Semería de Acuto
  - Noemí Valle
  - Nerea Eulogia Victoria Benegas de Fonte
  - María Rosa Berni de Moreno
  - Isabel Avelina Ducó
  - Irma Consuelo Gaeta
  - María Pilar González
  - Raquel Celestina Juárez
  - Aída Pérez de López
  - Adelina Anaya de Donato
  - Lilia Juana Burgueño de Viera Landó
  - Haydée Josefina Ferrara de Pardo
  - Jul Elba Matilde
  - Josefina Médico de Lucagnoli
  - Susana Isabel América Miguez de Itria
  - Luisa Jorgelina Montero
  - María Luisa Montesano de Melicchio
  - María Haydée Escribano de Lago
  - María Isabel Conde de Parravicini
  - Zulema Paulina Frumento de Ortega
  - Olga Armanda Gliozzi de Monzón
  - María Moragues de Bordón
- Rosa Bassi[16]
- Velji Mireya Robledo[16]
- Juana Santillán[16]
- Luis Solsi[16]
- Aldo Oscar Dodero[16]
- Abelardo Vicente[16]
- Juan Filipponi[16]
- Segundo Pereyra[16]
- Roberto Sanhueza[16]
- Raúl Garrido[16]
- Manuela Galván[16]
- Esther Rodríguez[16]
- Teresa Caniba[16]
- Lorenzo Coria[16]
- Rosa Bassi[16]
- Velji Mireya Robledo[16]
- Juana Santillán[16]
- Carlos Carella
- Tita Merello[17]
- Cecilio Madanes[18]
- Fanny Navarro[18]
- Ana María Lynch[18]
- Elina Colomer[18]
- Norman Briski[19]
- Alberto Fernández de Rosa[19]
- Víctor Laplace[19]
- Federico Luppi[19]
- Haydée Padilla[19]
- Irma Roy[19]
- Bárbara Mujica[19]
- Oscar Rovito[19]
- Marilina Ross[19]

Muchos artistas y deportistas de estas listas nunca más pudieron ejercer su arte o profesión.